# Oratemnus cavernicola
Oratemnus cavernicola är en spindeldjursart som beskrevs av Beier 1976. Oratemnus cavernicola ingår i släktet Oratemnus och familjen Atemnidae. Inga underarter finns listade i Catalogue of Life.